# Bonnelles
Bonnelles – miejscowość i gmina we Francji, w regionie Île-de-France, w departamencie Yvelines.
Według danych na rok 1990 gminę zamieszkiwały 2193 osoby, a gęstość zaludnienia wynosiła 202 osób/km² (wśród 1287 gmin regionu Île-de-France Bonnelles plasuje się na 467. miejscu pod względem liczby ludności, natomiast pod względem powierzchni na miejscu 335.).